# 清風 (書道雑誌)
『清風』（せいふう）は、清風会本部発行の月刊書道専門指導書。発行人は書家 木村朱炎。昭和45年（1970年）書家 木村東道が第1号を発行し、平成20年（2008年）2月号で通巻第450号となる。

## 本書の構成
- 古典鑑賞
- 同人位課題（古典）と臨書参考手本
- 上級（師範）課題と臨書参考手本
- 中級（有段者）課題手本
- 初級（級位者）課題手本（楷書、行書、草書）
- 新古隷手本
- 実用手本
- 日本書道目習手本
- かな基本結構の要点
- 清風ギャラリー
- 一般部参考作品
- 教育部参考作品（毛筆、硬筆）
- 検定成績表（一般部、教育部）